# 灾难性抗磷脂症候群
灾难性抗磷脂症候群（英語：Catastrophic antiphospholipid syndrome） ，也称为Asherson 症候群，是一种罕见的自身免疫性疾病，其特徵為多個血管形成血栓進而导致多重器官衰竭。 该症候群是由抗磷脂抗体所引起的，该抗体會攻擊与磷脂相关的一組體內蛋白质。这些抗体會激活内皮细胞、血小板和免疫细胞，最终引起大规模炎性免疫反应和大量的血栓形成。  災難性抗磷脂綜合症最早由Ronald Asherson於西元1992年發表，該症候群病徵表现为血栓性微血管病，多器官血栓形成，在某些情况下还会出现細胞坏死，被視为是抗磷脂综合征的极端或灾难性变異体。

## 臨床表現
临床上，该综合征至少影響三个器官，并可能影响多個器官系统。该综合征通常伴隨小血管血栓，影響如腸胃道等器官系統，及急性呼吸窘迫综合征 (ARDS) 的表现，这是一种全身炎症反应综合征 (SIRS)。 周圍血栓可能影響靜脈和動脈，進而導致血管阻塞。腹腔内血栓可能导致疼痛。人体內血液中的糖蛋白β2-GPI，由于其对某些血小板的合成和功能具有抑制作用，因此被視为是一种天然的抗凝剂。由于接触细菌后可能会形成抗 β2-GPI 抗体，進而人体容易出現高凝状态，而这种状态会激活TLR4，引发所谓的细胞因子风暴或血栓风暴。 血栓风暴還可能因以下的誘發事件引起：凝血和纖維蛋白溶解的改變从而导致死亡率提高；以及在儿科患者感染中，IgM 和 IgG 抗 β2-GPI 抗体诱發内皮信号，進而导致促凝状态。 还有一種假设认为，血栓风暴是由于血栓形成的遗传风险因素引起的，这些因素會在血栓第一次发生后引发加速血栓形成，而不單單是由环境因素引起的。 心血管、神经、肾脏和肺系统的并发症很常见。更具体地说，Asherson症候群可能導致心臟的併發症，如二尖瓣关闭不全 (MVR) 等并发症，在此情況下，二尖瓣無法正確關閉，導致血液回流至心臟，可能导致出現心绞痛 (胸痛) 和心肌梗塞 (心脏病)。 此外，还可能出现肾脏并发症，包括尿量减少和高血压，而肺部的并发症则可能导致呼吸急促（过度换气）和低氧水平（低血氧症）。 受影响的个体可能出现皮肤紫癜和坏死。脑部表现可能导致脑病和癫痫發作。可能会发生心肌梗塞。由于动脉血栓形成，可能会发生中风。多重器官衰竭可能导致死亡。
此外，该综合症已被证明会在怀孕期间會出现多器官衰竭和流产。患有该病的孕妇中，54% 的孕婦会因該疾病導致胎兒死亡，而约 50% 的孕妇会死于与该综合症相关的并发症。 

## 诊断
两种特定类型的血液测试可用于辅助诊断Asherson综合征。凝血檢驗用于测量和判斷血液凝结的能力以及凝结的速度，以顯示血液中是否存在狼疮抗凝物。採用酶聯免疫吸附測定(ELISA) 以检测血液中是否存在抗心磷脂抗体。 體有 CAPS 的个体通常會對抗脂類抗体（通常是IgG）呈阳性反應。具有高抗磷脂抗体 (aPL) 的患者必须有多个器官呈現微血栓形成才能确诊为災難性抗磷脂綜合症——單靠高抗脂類抗体计数不足以做為診斷依據。 要诊断为災難性抗磷脂綜合症，患者必须在一周内出现三次或更多的新器官血栓形成，并且必须进行活检以检测微血栓形成，以便准确诊断患者是否患有「明確性CAPS」。如果患者在一周内出现两次或更少新器官血栓形成，但活检仍表明存在微血栓，则该患者不被认定患有災難性抗磷脂綜合症。 陽性檢測結果通常會被重複檢查，因為抗脂類抗體可能因感染或藥物使用而在體內短暫存在。除此之外，个人可能有或可能没有狼疮或其他结缔组织疾病的病史。与狼疮等其他疾病有关的疾病被称做继发性抗磷脂症候群，除非他包含CAPS 的定义标准。

## 治疗
治疗可能涉及以下步骤：
- 预防措施包括對感染使用抗生素治疗以及易感染患者进行靜脈注射抗凝治疗。
- 具体治疗包括静脉注射肝素和皮质类固醇[12] ，以及（必要时）血浆置换、静脉注射免疫球蛋白。
- 作为一种发病率和死亡率较高的疾病，CAPS 需要积极的多学科治疗策略。以下治疗方法會以各种组合使用：抗凝治療、糖皮质激素、血漿置換、环磷酰胺、静脉注射免疫球蛋白和抗血小板药物。 [1]抗凝治疗可阻止血栓形成，并促进血栓分解，而类固醇則會下調被认为是导致全身炎症反应综合征 (SIRS) 的细胞因子风暴。 [13]
- 可能需要采取额外措施来治疗循环系統问题、肾衰竭和呼吸困難。
- 最近的研究性治疗方法包括高剂量的利妥昔单抗和Eculizumab，它们都是人源化單株抗體，其中利妥昔单抗针对 B 细胞恶性肿瘤而Eculizumab則能防止C5補體的分裂。 [14]